# 上の部屋

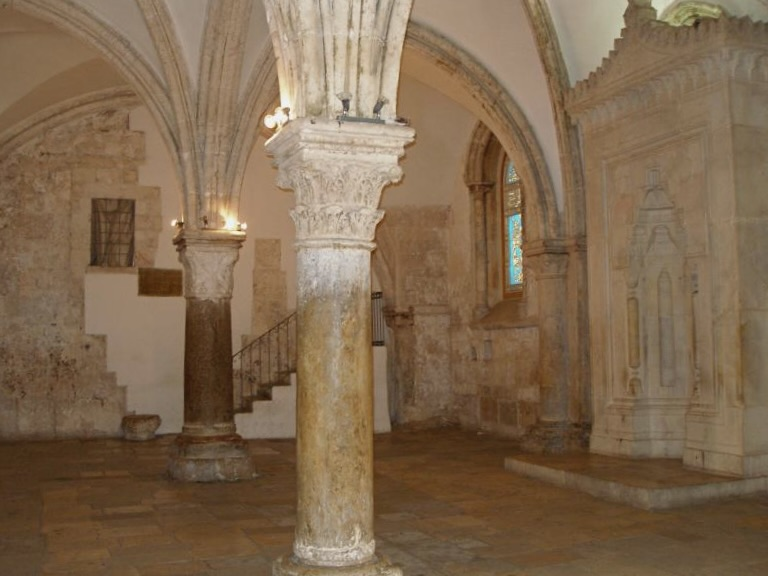
ダビデの墓にある「上の部屋」の現状

上の部屋（うえのへや、英語: the Upper Room）または「二階の広間」、「高間」、「セナクル」（英語: the Cenacle）などとも呼ばれているのは、キリスト教の伝承でイエス・キリストが弟子たちと「最後の晩餐」と聖霊降臨の場所との伝承がある所で、イスラエルのエルサレムにある。

## 最後の晩餐と聖霊降臨
新約聖書にはイエス・キリストが捉えられて十字架刑に遭い亡くなる前の晩に、12人の弟子たちと「過越し祭」の夕食、「最後の晩餐」を行ったことが伝えられている。参照：共観三福音書（例えば、『マタイによる福音書』26章17-36節）。
最後の晩餐ではイエスがパンを取って弟子たちに分け与えて「これは私の体」、またぶどう酒を分け与えて「これは私の血」、と言って自分が亡くなった後もこのように行うように言っている。クリスチャンは教会で毎日曜日または定期的にこの儀式を行なうという重要な事柄になっている。
また、イエスの死と復活後、イエスの教えを守り、宣教を続ける弟子たちに「聖霊」が下り、これは聖霊降臨日と呼ばれキリスト教会の始まりとされていて、復活祭とクリスマスと共に重要記念日としてされている。

## 場所
最後の晩餐が行われた場所について、

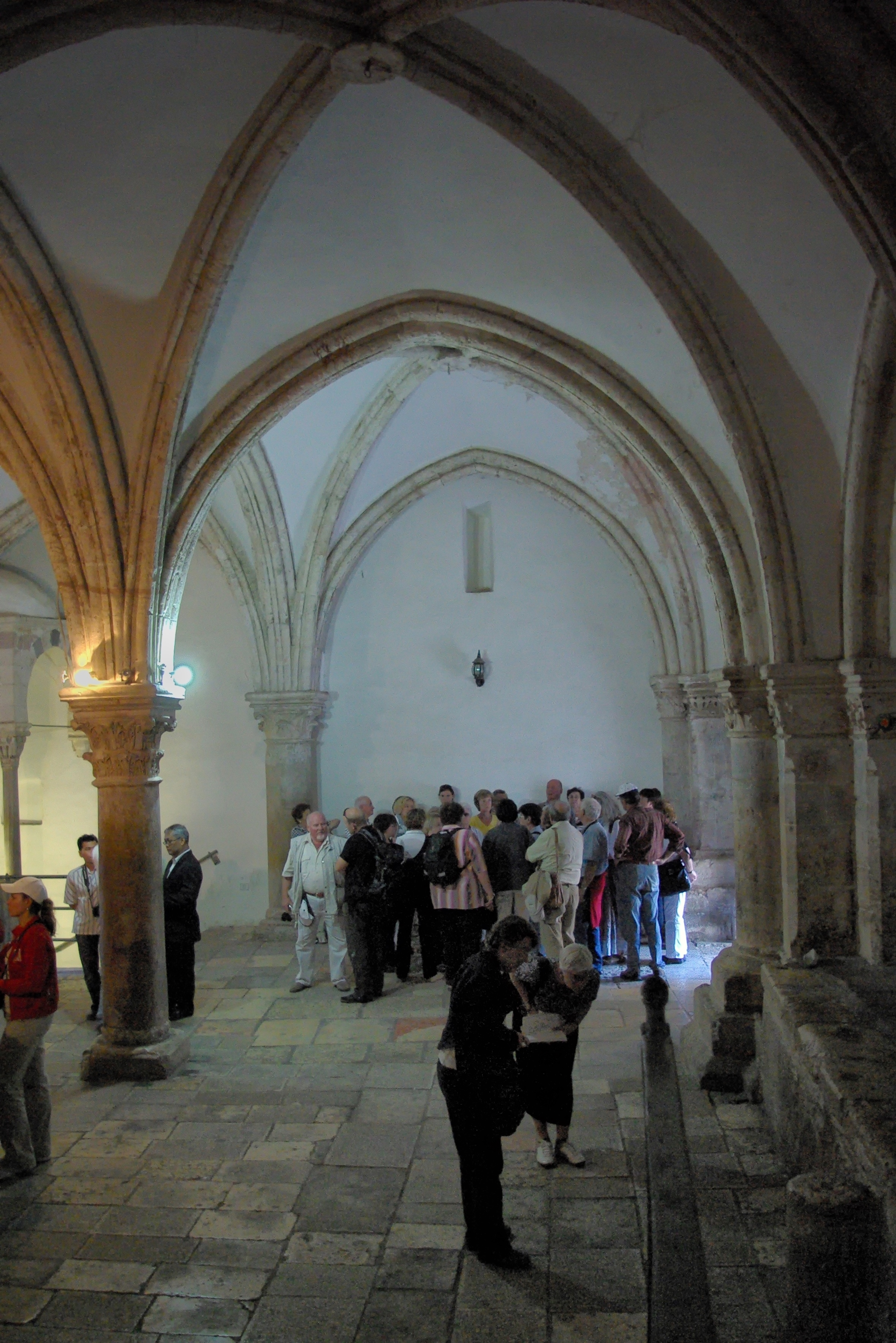
シオンの丘にある「上の部屋」が「最後の晩餐」の場であったとされて、公開されている。

と記載されている。『マルコによる福音書』（14章12-17節）にも同様な記述がある。
イエスの死後、弟子たちに聖霊が初めて下った(聖霊降臨)といわれる箇所では、
と記載されており、「上の部屋」が再度登場する。
こうした最後の晩餐と聖霊降臨の場所ははっきりしないが西方教会では伝統的にエルサレムのシオンの丘のダビデの墓にある建物のセナクルであるとして保存、公開されている。

## 様々なことが行われた場所との伝承
新約聖書の『使徒言行録』にはマルコとも呼ばれたヨハネが度々登場して、例えばイエスの死と復活後イエスの教えの中心になったペトロも、地震で牢獄から解放されたあと、マルコとも呼ばれたヨハネの母のマリアの家へ避難している（『使徒言行録』12章12節）。このためこの「上の部屋」は最後の晩餐と聖霊降臨の場所だけでなく、マルコとも呼ばれたヨハネの母の持ち物で、次のようなイエスの弟子たちの様々な活動に使われてという伝承が生まれている。
- イエスが弟子たちの足を洗った（『マタイによる福音書』13:1）
- 最後の晩餐（同26:26）
- イエスが復活して弟子たちに姿を現した（『マルコによる福音書』16:14）
- キリストの昇天後、イエスが弟子たちに現れた（『使徒言行録』1:10）
- マティアを12人の弟子に加えた（同1:15）
- 聖霊降臨（同2:1）

## 東方教会のシリア正教会では

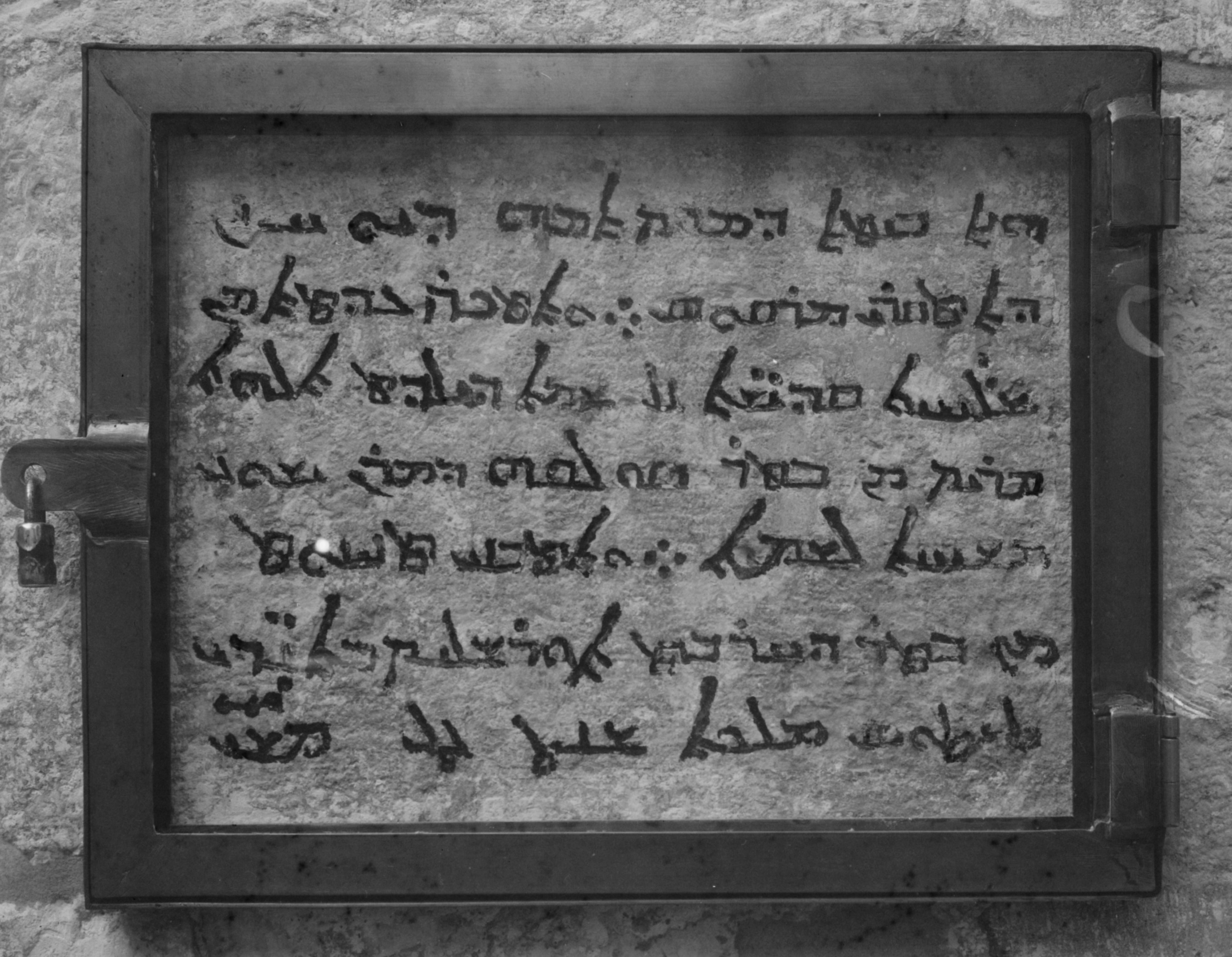
聖マルコ修道院（エルサレム）の「ここがマルコとも呼ばれたヨハネの母の家」とする表示（6世紀）

東方教会のシリア正教会に属する聖マルコ修道院はエルサレム旧市街のアルメニア人地区近くにあり、ここが最後の晩餐が行われた「マルコとも呼ばれたヨハネ」の母の家であるとの伝承もある。修道院の教会にその旨の表示が置かれている。

## 参照項目
- ダビデ廟
- 最後の晩餐
- 聖霊降臨